# 鲁道夫·法尔孔
鲁道夫·法尔孔（西班牙語：Rodolfo Falcón，1972年10月25日—），古巴男子游泳运动员。他曾代表古巴参加1992年、1996年和2000年夏季奥林匹克运动会游泳比赛，其中1996年奥运会获得一枚银牌。